# Arnold Batselaere
Arnold Batselaere (Beernem, 19 maart 1931 - aldaar, 20 september 2001) was een Belgisch organist.
Batselaere werd tot priester gewijd op 22 december 1962 te Meaux. Hij was erekanunnik van de Notre-Dame van Parijs en was pastoor van de Sint-Petrusparochie van Kaster van 1992 tot 2001.

## Muziek
Al vroeg kreeg hij een muzikale opleiding, zodat hij vanaf zijn tiende de kerkdiensten van zijn parochiekerk begeleidde. Hij volgde de muziekacademie, en studeerde verder aan het Lemmensinstituut, dat toen nog in Mechelen gevestigd was. Hij vervolmaakte zich aan het Institut Grégorien te Parijs. Hij werd vaste begeleider van het knapenkoor "Les Petits Chanteurs à la croix de bois". 
Op 23-jarige leeftijd werd hij titularis-organist van de kathedraal te Meaux, omdat hij als beste uit een vergelijkende proef kwam.
In 1966 werd hij leraar, begeleider en assistent-dirigent aan de Maîtrise de Notre-Dame de Paris (directie Jehan Revert, Kapellmeister), en als zodanig werd hij regelmatig gevraagd om het koororgel van de kathedraal te bespelen (medehouders organisten: Jacques Marichal en Léon Souberbielle).
Begin jaren tachtig richtte en leidde hij het Chœur Maurice de Sully. 
In 1984, na het overlijden van Pierre Cochereau, verving hij laatstgenoemde in de grote orgelgalerij in afwachting van de officiële benoeming (per wedstrijd) van de vier medehouders (Philippe Lefebvre, Yves Devernay, Olivier Latry en Jean-Pierre Leguay) in 1985.

## Opnames
Hij maakte een opname met dwarsfluitist Guy Angelloz in de Notre-Dame van Parijs die in 1985 werd uitgebracht, en meerdere plaatopnames van orgelwerk van onder meer César Franck.
- Bibliothèque nationale de France: cb13891230j (data)
- International Standard Name Identifier: 0000 0000 2636 5850
- Library of Congress Control Number: n87802047
- Nederlandse Thesaurus van Auteursnamen: 098192175
- Virtual International Authority File: 19864521
- WorldCat: E39PBJxcRfFDwHqWmFxQjVgHYP